# Super Cycle
Super Cycle ist ein Motorrad-Rennspiel, das 1986 von der Spielefirma Epyx für den Commodore 64 und vom Publisher U.S. Gold veröffentlicht wurde. Portierungen für weitere Heimcomputer folgten.

## Handlung
Ziel des Spieles ist es, in einer bestimmten Zeit eine Motorrad-Rennstrecke zu absolvieren. Inspiriert wurde es durch die Spielhallen-Erfolge von Out Run und Hang-On, spielt sich aber letztendlich eher wie Pitstop oder Pole Position. Vor dem Start kann man die Farbe und das Design seiner Lederjacke und seines Motorrads auswählen. Im Rennen selbst kämpft man mit seinem Dreigang-Gefährt gegen die Fliehkräfte und gegen andere Motorräder. Berührt man ein Motorrad nur leicht, hat das außer einem kurzen Wackler keine Auswirkungen. Berührt man dagegen mit hoher Geschwindigkeit einen anderen Fahrer, stürzt der eigene Fahrer und das Motorrad explodiert. In den ersten Leveln steht die Straße noch in der ganzen Breite zur Verfügung, in späteren Levels kommen Schlaglöcher, Öl-, Wasser- und Eispfützen sowie Absperrungen erschwerend hinzu. Der Fahrer bleibt am Ende des Levels hinter der Ziellinie stehen und das Rennen wird im neuen Level neu gestartet.

## Rezeption
Das ASM-Magazin 8/86 vergab für die Grafik 10, Sound 10, Spielidee 9 und Spielmotivation 10 von 10 Punkten.
Die Saison geht langsam zuende. Die Motorrad-Cracks habe in ihren Klassen die Weltmeisterschaft ermittelt. Die Zuschauer - und nicht nur die Freunde der "heißen Öfen" - haben die Spencers, Gardners, Lavados, Wimmers und Herwehs mit ihren akrobatischen "Ritten" auf ihren Maschinen begeistert. Anton "Toni" Mang aus Inning hat in dieser Saison nicht so gut abgeschnitten, wie man es von ihm erwartet hatte. Der ehemalige Meister der 350er-Klasse mußte ja bekanntlich auf die der 250er-Maschinen umsteigen, der "größere Bruder" von den internationalen Rennstrecken verbannt wurde. Vielleicht deshalb keine ganz großen Erfolge mehr für den wohl beliebtesten deutschen Motorrad-Sportler? Nun, nach Abschluß der Läufe können auch Sie Ihr Glück als Renn-As versuchen.
Happy Computer 9/86 vergab für die Grafik 79, Sound 65 und Happy-Wertung 58 von 100 Punkten.